# Nazaré da Mata
Nazaré da Mata is een gemeente in de Braziliaanse deelstaat Pernambuco. De gemeente telt 30.185 inwoners (schatting 2009).
De plaats is zetel van het rooms-katholieke bisdom Nazaré.
De gemeente grenst aan Aliança, Condado, Itaquitinga, Tracunhaém, Buenos Aires en Carpina.